# Microserica heptaphylla
Microserica heptaphylla är en skalbaggsart som beskrevs av Frey 1972. Microserica heptaphylla ingår i släktet Microserica och familjen Melolonthidae. Inga underarter finns listade i Catalogue of Life.